# رآکتور کوچک مدولار

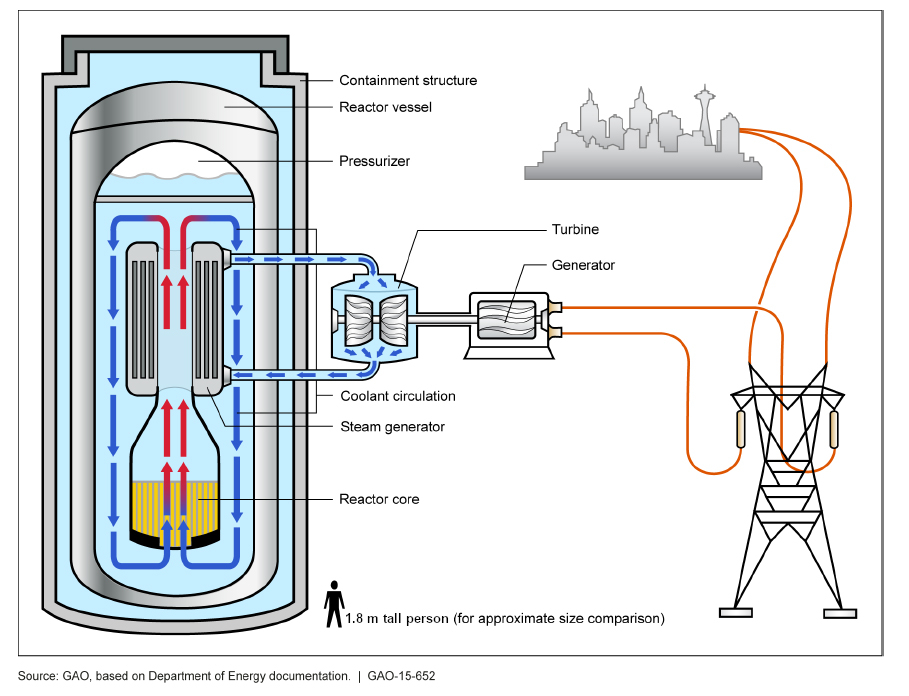
طرح‌وساختار یک راکتور هسته‌ای کوچک مدولار آب سبک (SMR)

راکتورهای کوچک مدولار (SMRs) نسل جدیدی از نیروگاه‌های هسته ای هستند. که در بسیاری از کشورها توسعه یافته‌است. که هدف از آن‌ها تولید انرژی جایگزین انعطاف‌پذیر و به‌صرفه است.
راکتورهای کوچک بر اساس تعریف آژانس بین‌المللی انرژی اتمی به آن دسته از رآکتورهای قدرت گویند که توان الکتریکی تولیدی آن‌ها کمتر از 300 MWe است. اگرچه باور عموم بر این است که توان‌های کمتر از 500 MWe رآکتور کوچک است.
راکتورهای مدولار به صورت پیش ساخته به محل مورد نظر حمل شده و نصب می‌شوند. بدین ترتیب عملیات ساخت در محل انجام نمی‌شود و امنیت مواد هسته ای و امنیت بیشتر می‌شود.

## عدم تکثیر
استفاده از مواد هسته ای همواره با نگرانی ساخت سلاح همراه بوده‌است. یکی از برتری‌های این رآکتورها کم کردن خطر دزدیده شدن مواد و جایگذاری اشتباه آنهاست. سوخت رآکتور اورانیوم با غنای کمتر از 20% 235
U است. این میزان و غنای کم غیرنظامی سوخت را برای اهداف نظامی نامطلوب تر می‌کند. سیکل فرعی چرخه سوخت توریم به کم شدن حساسیت نظامی رآکتور نسبت به نسل‌های قبلی کمک می‌کند.
راکتورهای ماژولار کوچک (SMRs) نوعی از راکتورهای هسته ای کوچک مقیاس است که انواع مختلف آن در قالب پنج گروه راکتورهای آب سبک، راکتورهای آب سنگین، راکتورهای سریع نوترونی، راکتورهای نمک گداخته و راکتورهای دما بالای تعدیل شده با گرافیت ارائه می‌شوند[۳] سوابق ساخت، سوخت هسته ای، ویژگی‌های منحصر به فرد و مزایای راکتورهای ماژولار کوچک از نظر کارایی، انعطاف‌پذیری و اقتصادی نسبت به راکتورهای بزرگ تجاری مورد تحلیل قرار گرفته‌است و مشخص شده‌است که حجم کوچک و طراحی خاص ساختار قلب راکتور، سیستم ایمنی فوق هوشمند ذاتی غیر عامل هر ماژول، سیستم خنک‌کننده طبیعی، قابلیت حمل و نقل آسان، عدم امکان بروز برخی حوادث شدید در راکتور و دیگر قابلیت کاربردهای جانبی SMRها همچون توانایی تولید هیدروژن و آب شیرین، آنها را به عنوان بهترین کاندیدا برای ایفای نقش اساسی در تولید انرژی پاک معرفی کرده‌است.

## طرح‌های رآکتور
- راکتور SMR وستینگهاوس، برگرفته از رآکتور AP1000 است، که برای تولید 225 MWe طراحی شده‌است. ایالات متحده آمریکا
- راکتور هوشمند SMART 100 MWe PWR ,KAERI  کره (کشور)